# 1. Division 1904/1905
Desátý ročník 1. Division (1. belgické fotbalové ligy) se konal od 2. října 1904 do 16. dubna 1905.
Sezonu vyhrál podruhé v klubové historii a obhájce z minulé sezony Royale Union Saint-Gilloise. Nejlepším střelcem se stal hráč Club Brugge KV Robert De Veen. Soutěže se zúčastnilo 11 klubů v jedné skupině.